# Kismet (Marvel)
Kismet, alias Paragon, Her en Ayesha, is een personage uit de strips van Marvel Comics. Ze verscheen voor het eerst in The Incredible Hulk Annual #6 (1977) en werd bedacht door Len Wein, David Kraft (achtergrondinformatie) en Herb Trimpe (uiterlijk). Kismet is een kunstmatig, mensachtig wezen dat kosmische energie kan opslaan en gebruiken voor verschillende doeleinden. Diezelfde energie maakt haar bovennatuurlijk sterk en bestendig, immuun voor veroudering en zo goed als onsterfelijk. Ze kan een cocon maken om daarin te herstellen van verwondingen en dood weefsel weer tot leven wekken.

## Biografie
Kismet wordt gecreëerd door de Enclave, als Paragon. Ze komt voort uit de tweede poging van de organisatie om een controleerbaar kunstmatig superwezen te scheppen, na Adam Warlock. Ditmaal met een aanpassing die de Enclave moet helpen om de macht over haar creatie te houden. Paragon komt onvolgroeid uit dit proces, keert zich – net als Warlock - tegen de Enclave en trekt zich daarna terug in een cocon – net als Warlock. Wanneer ze hier volledig ontwikkeld uitkomt, is dat als blonde vrouw met een goudkleurige huid; een vrouwelijke Warlock. Ze neemt de naam Her aan en gaat op zoek naar Warlock om zich met hem voort te planten en samen een volmaakt ras te stichten. Omdat die is overleden en ze zijn lichaam alleen tot leven kan brengen als lege huls, trekt ze het universum in om een andere partner te zoeken. Ook wanneer Warlock verrijst, biedt dit geen uitkomst. Hij wijst haar af. Een poging om Quasar voor zich te winnen eindigt eveneens in een mislukking. Hij overtuigt Her er daarentegen van dat haar drang tot voortplanting niet uit haarzelf komt, maar de wil van haar scheppers is. Hij inspireert haar om haar eigen levensdoel te zoeken. Her blijft daarop aan de zijde van Quasar en neemt de naam  Kismet aan. Dit duurt tot booswicht Crucible – een krankzinnige versie van een van haar oorspronkelijke scheppers van de Enclave – haar in zijn macht krijgt en omdoopt tot Ayesha. Ze neemt het in deze vorm op tegen de Fantastic Four. Na deze strijd verdwijnt Ayesha in een kunstmatig zwart gat om daarna opnieuw op te duiken als Kismet.

## In andere media
Kismet verschijnt sinds 2017 in Marvel Cinematic Universe (als Ayesha), waarin ze gespeeld wordt door Elizabeth Debicki. In het MCU is ze een hogepriesteres van de Sovereign die achter de Guardians of the Galaxy aangaat nadat Rocket kostbare batterijen steelt van haar volk. Aan het eind van de film observeert ze een cocon waarin een nieuw wezen van haar soort aan het groeien is en noemt dat Adam. De Sovereigns blijken later gecreëerd te zijn door de gestoorde wetenschapper High Evolutionary. Hierom stuurt ze haar zoon Adam Warlock. door dreiging van haar maker, erop uit om de Guardians of the Galaxy (en voornamelijk Rocket Raccoon) te ontvoeren en mee te nemen. Uiteindelijk faalt Adam Warlock hier meermaals in. Hierna sterft Ayesha omdat de High Evolutionary de planeet waar ze zich op bevindt laat ontploffen. Ze verschijnt onder andere in de volgende films: 
- Guardians of the Galaxy Vol. 2 (2017)
- Guardians of the Galaxy Vol. 3 (2023)